# Ferrovia Circumetnea
La Ferrovia Circumetnea (grossièrement traduit par « ligne ferroviaire autour de l'Etna ») est une ligne de chemin de fer régionale à voie étroite de 950 mm en Sicile. Elle fut construite entre 1889 et 1895.
C'est aussi le nom de l'entreprise Ferrovia Circumetnea (FCE) qui exploite cette ligne et le métro de Catane, sous le contrôle du CGC (it) représentant l'État italien propriétaire de ces infrastructures. 

## Caractéristiques

### Ligne
Comme son nom l'indique, la ligne de 110 km suit un itinéraire qui encercle presque complètement l'Etna. Depuis son terminus à Catane, la ligne part vers l'ouest et contourne le volcan dans le sens des aiguilles d'une montre (comme on le voit sur la carte), atteignant finalement l'autre terminus de la ville balnéaire de Riposto, à environ 28 km au nord-est de Catane.

### Gares et haltes
Uniquement les gares et haltes en service :
Catania Borgo, Cibali, Nesima, Lineri, Misterbianco, Belpasso-Camporotondo, Valcorrente, Giaconia, Paternò, Santa Maria di Licodia Sud, Santa Maria di Licodia Centro, Biancavilla Poggio Rosso, Biancavilla Centro, Biancavilla Colombo, Biancavilla Pozzillo, Adrano Cappellone, Adrano Centro, Adrano Naviccia, Adrano Nord, Passo Zingaro, Ruvolazzo, Bronte, Maletto, Gurrida, Murazzorotto, Bronte Casello 54, Randazzo (FCE), Calderara, Moio (Passo Pisciaro), Solicchiata, Cerro, Linguaglossa, Terremorte, Piedimonte Etneo, Santa Venera, Nunziata, Cutula, Villa di Giarre, Giarre et Riposto.

## Exploitation
Le terminus d'origine était Catania Porto, bien que Catania Central (la gare principale) était le dernier arrêt pour les trains. Cependant, dans les années 1990, la section Catania Central-Catane Borgo (4 km de long) est convertie en voie standard et déplacée sous tranchée ouverte sur la majeure partie de sa longueur pour être utilisée comme nouveau métro (Metropolitana di Catania). Le terminus d'origine, la gare Porto, a également été rétabli. Par conséquent, les trains Circumetnea s’arrêtent désormais à Catane Borgo.
La Ferrovia Circumetnea (FCE) exploite également le métro de Catane. Les bureaux sont à Catania Borgo.
FCE exploite des automotrices diesel Newag Vulcano, dont quatre étaient en service et quatre autres en commande à la fin de 2017.

## Galerie

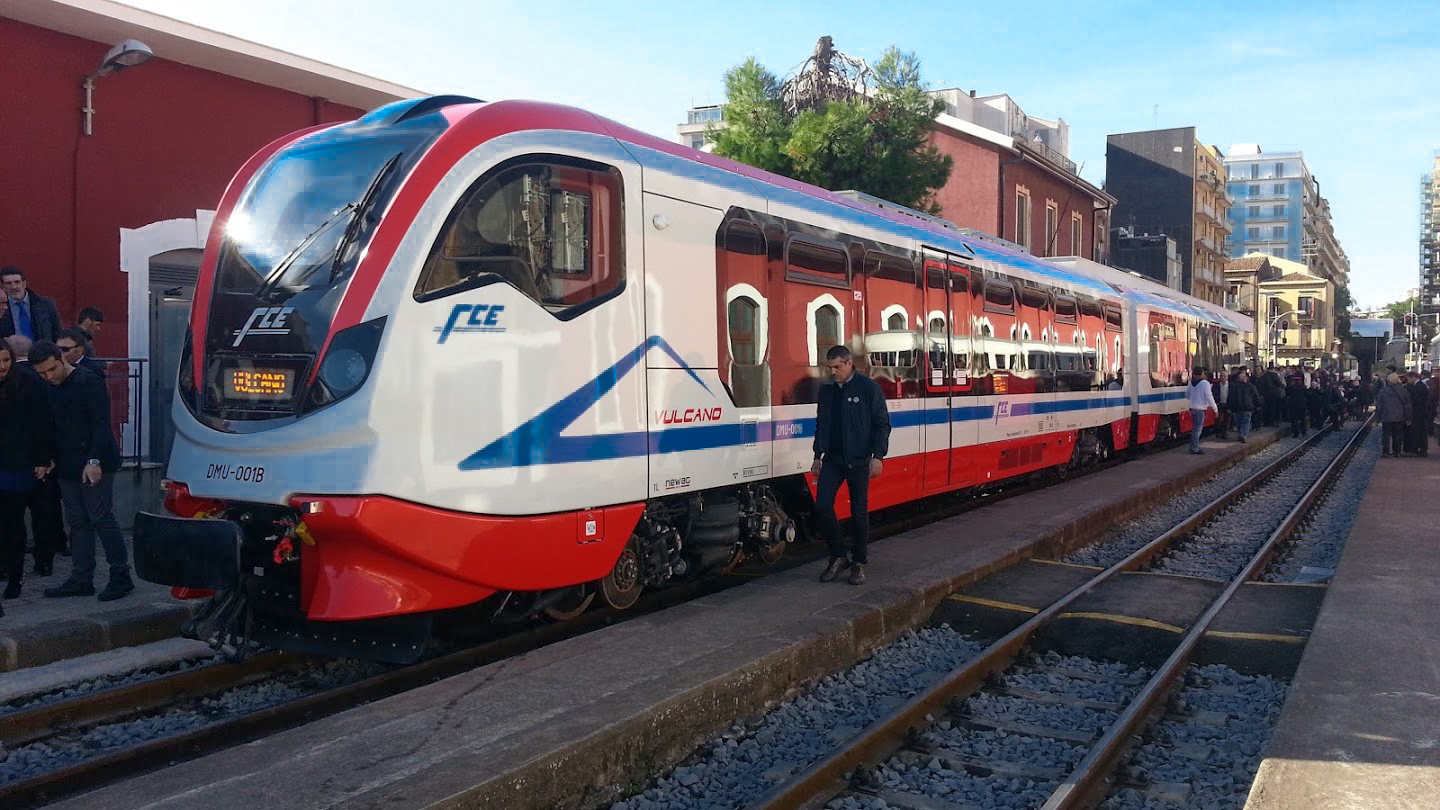
Train Dmu 001 à Catane Borgo en décembre 2015
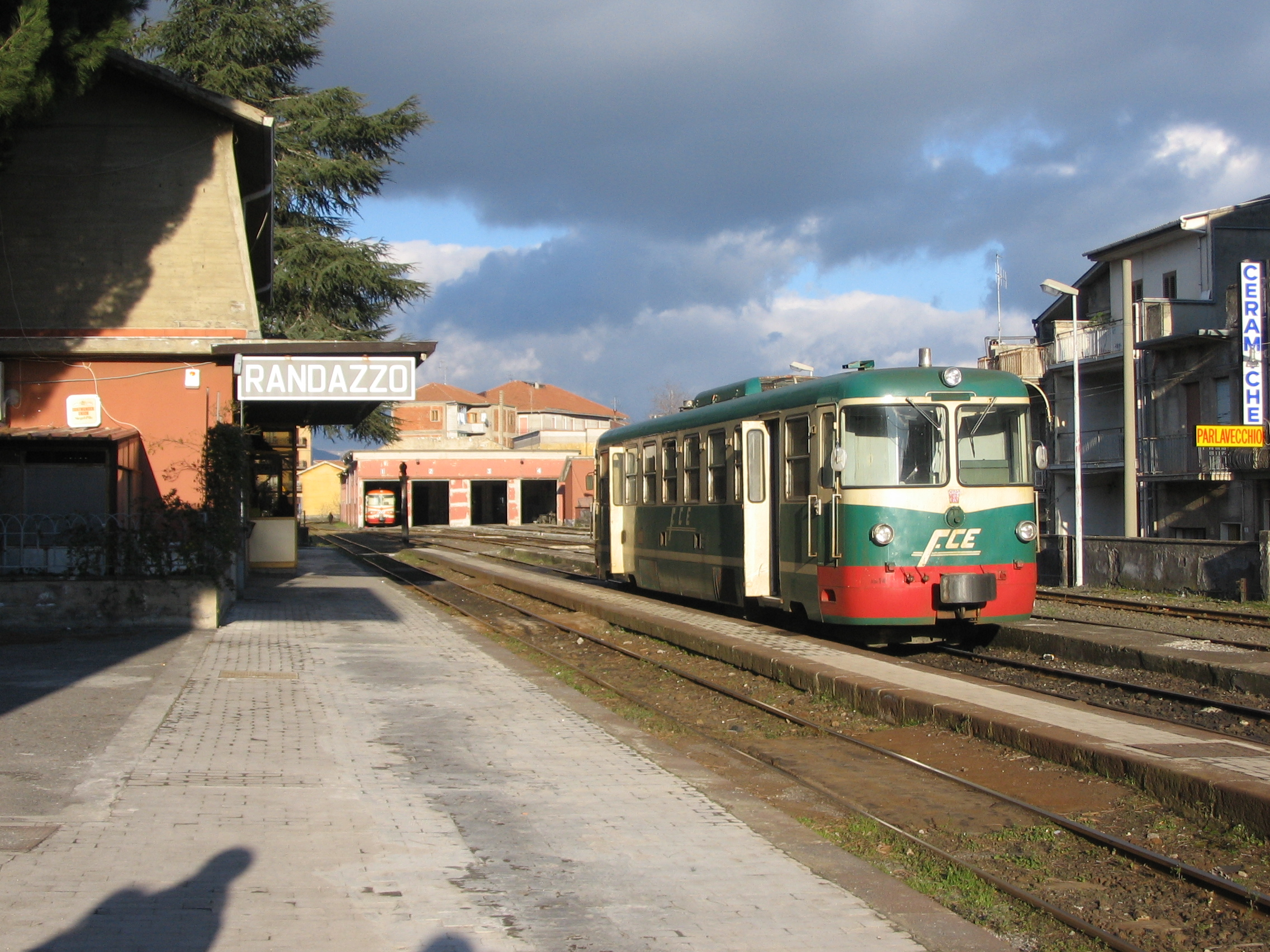
Ferrovia Circumetnea, gare de Randazzo
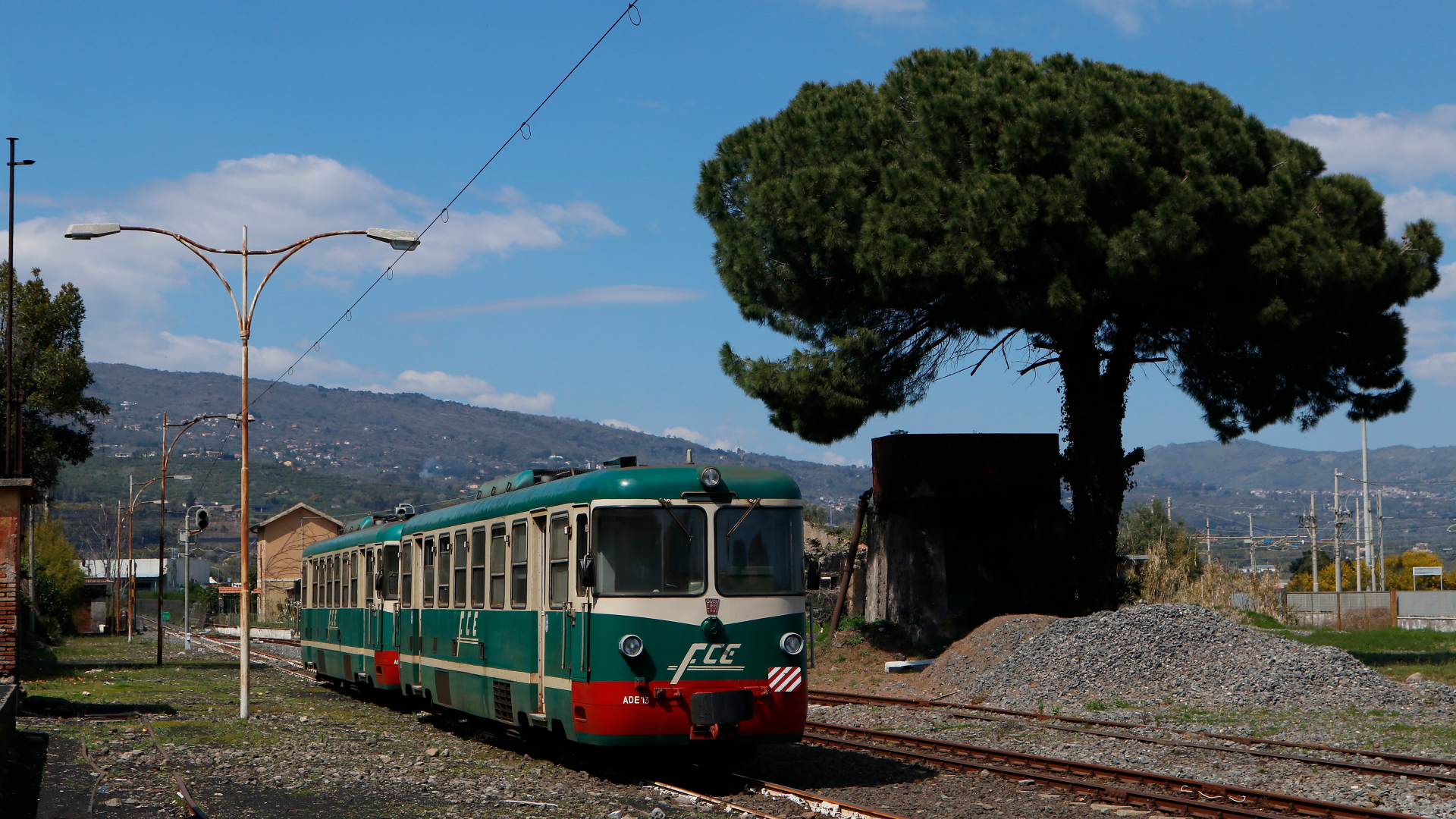
ADe 14 et 13 reliant Giarre à Randazzo